# Namibia Economist
Der Namibia Economist ist eine englischsprachige Wirtschaftszeitung die als Wochenzeitung von 1991 bis 2016 erschienen ist. Seitdem erscheint diese – täglich aktualisiert – nur noch in digitaler Form. Sie hat ihren Sitz in Windhoek, Namibia.
Der Economist war die einzige wirtschaftlich-orientierte Wochenzeitung in Namibia. Sie erreichte eine wöchentliche Auflage von etwa 7000 Exemplaren und wurde landesweit vertrieben. Der inhaltliche Schwerpunkt lag auf aktuellen, lokalen Wirtschaftsthemen.